# Mohamed Daramy
Mohamed Daramy, fälschlicherweise häufig Mohammed Daramy, (* 7. Januar 2002 in Hvidovre) ist ein dänisch-sierra-leonischer Fußballspieler.

## Karriere

### Verein
Der in Hvidovre im Kopenhagener „Speckgürtel“ geborene und aufgewachsene Daramy, dessen Eltern aus Sierra Leone stammen, begann mit dem Fußballspielen bei seinem Heimatverein dem Hvidovre IF, bevor ihn der FC Kopenhagen für dessen U14 verpflichtete. Dort machte er bereits kurz nach seiner Ankunft auf sich aufmerksam, so war er mit 15 Jahren bereits der beste Torschütze der U-17-Mannschaft Kopenhagens. Beim Hauptstadtverein unterzeichnete er im Oktober 2017 einen Dreijahresvertrag. Am 27. September 2018 bestritt er sein im Pokalspiel gegen den Viby IF sein Debüt in der ersten Mannschaft. Beim 3:0-Auswärtssieg wurde er in der zweiten Halbzeit für Rasmus Falk eingewechselt und erzielte in der 88. Spielminute einen Treffer. Damit wurde er mit 16 Jahren und 263 Tagen zum jüngsten Torschützen des FC Kopenhagens im Profibereich. Sein Debüt in der Liga absolvierte er am 2. Dezember 2018 beim 6:1-Auswärtssieg gegen den AC Horsens. Am 31. März gelang ihm beim 1:0-Heimsieg gegen Esbjerg fB sein erster Treffer in der Superligaen. Mit seinem Verein gewann er in der Saison 2018/19 die dänische Meisterschaft und bestritt selbst 11 Ligaspiele. In der darauffolgenden Saison 2019/20 etablierte er sich als Stammkraft und traf in 29 Ligaeinsätzen vier Mal. Am 22. August 2021 wurde bekannt, dass Daramy in die Niederlande zu Ajax Amsterdam wechseln werde. Die Ablösesumme beläuft sich auf 12 Millionen Euro und kann auf bis zu 13 Millionen Euro ansteigen. Am 28. August 2021 wurde der Wechsel bestätigt, bei Ajax unterschrieb Daramy einen Vertrag mit einer Laufzeit bis zum 30. Juni 2026. Dort absolvierte er insgesamt 16 Pflichtspiele und erzielte dabei drei Treffer, kam aber auch zwischenzeitlich in der Reservemannschaft Jong Ajax zum Einsatz. Am Ende der Spielzeit gewann er außerdem die nationale Meisterschaft und bestritt auch zwei Partien in der UEFA Champions League gegen Borussia Dortmund und Besiktas Istanbul. Im Sommer 2022 wurde Daramy dann für die folgende Saison zwecks Spielpraxis an seinen ehemaligen Verein FC Kopenhagen verliehen.
Im August 2023 erhielt er einen Fünfjahresvertrag bei Stade Reims.

### Nationalmannschaft
Mohamed Daramy wurde am 24. August 2020 erstmals für eine dänische Auswahlmannschaft nominiert, als er für den Kader der U19-Nationalmannschaft für die Testspiele gegen Deutschland berufen wurde. Am 3. September 2020 absolvierte er beim 2:1-Sieg in Norderstedt sein einziges Spiel für diese Altersklasse. Wenige Tage später folgte Daramys Debüt für die dänische U21-Nationalelf, als er beim 1:0-Sieg im EM-Qualifikationsspiel in Ballymena gegen Nordirland zum Einsatz kam. Dänemark qualifizierte sich als Gruppensieger für die zweigeteilte U21-Europameisterschaft 2021 in Slowenien und Ungarn, wobei die Gruppenphase im März 2021 und die Finalrunde vom 31. Mai bis zum 6. Juni 2021 stattfand. Mohamed Daramy gehörte bei der Gruppenphase zum Kader und qualifizierte sich mit der dänischen Mannschaft für das Viertelfinale, wobei der in der Gruppenphase zu zwei Einsätzen kam. Auch in der Finalrunde war er Teil des Kaders und kam im Viertelfinale gegen Deutschland zum Einsatz; die Dänen schieden im Elfmeterschießen aus, Deutschland wurde später U21-Europameister. Am 24. August 2021 wurde Daramy von Kasper Hjulmand erstmals für die dänische A-Nationalmannschaft nominiert, als er in den Kader für die WM-Qualifikationsspiele gegen Schottland, gegen die Färöer-Inseln und gegen Israel berufen wurde. Am 1. September 2021 folgte beim 2:0-Sieg in Kopenhagen gegen Schottland sein erster Einsatz für die A-Nationalelf.

## Erfolge
FC Kopenhagen
- Dänischer Meister: 2019, 2022

Ajax Amsterdam
- Niederländischer Meister: 2022

## Spielweise
Ebbe Sand, ehemaliger Stürmer des FC Schalke 04 und ehemaliger dänischer Nationalspieler, beschrieb Daramy als einen Spieler, der schnell ist, stark in „Eins-gegen-eins-Situationen“ und als „extrem talentiert“.

## Sonstiges
Mohamed Daramy erhielt im Januar 2020 per Einbürgerung die dänische Staatsbürgerschaft.